# Agrilus telekii
Agrilus telekii es una especie de insecto del género Agrilus, familia Buprestidae, orden Coleoptera.
Fue descrita científicamente por Gebhardt, 1926.